# Станіслав Вольський
Станіслав «на Підгайцях» Вольський гербу Півкозич (1523—1566) — польський шляхтич, урядник Речі Посполитої, власник маєтностей.

## Життєпис
Народився 1523 року. Батько — Миколай Вольський (пом. 1548)  — син Миколая, равського каштеляна, закінчив Краківський університет. Мати — Анна з Глінок, донька віського каштеляна.
Дідич Підгайців, каштелян бжезінський, равський, сандомирський, староста кшепицький. Посівши посаду каштеляна сандомирського, отримав місце в Сенаті Речі Посполитої.
У 1563—1566 надвірний коронний маршалок, близький до короля Зиґмунта ІІ Августа.
Підписав унію Освенцімського та Заторського князівств.
Як і батько, був ревним католиком; під час Реформації, коли перехід шляхетських родин у протестантство набув загрозливих масштабів, залишився вірним папському престолові. На засіданні Сенату в 1565 році, коли обговорювалося питання розриву з Римом, Станіслав єдиний виступив проти.
Помер 1566 року, був похований у Варшаві в костелі Івана Хрестителя (згодом став катедральним); надгробок встановили дружина Барбара з Тарновських, яка померла 1570 року, і син Міколай.

### Сім'я
Був одружений двічі. Перша дружина — можливо, сєрадзька воєводичка Ласька, донька Альбрехта, друга — Барбара з Тарновських гербу Леліва (?—1570), донька сандомирського воєводи Станіслава «Спитка» Тарновського (1514—1568).
Діти — від першого шлюбу:
- Барбара — перша дружина бжесць-куявського воєводи Рафала Лещинського (1526—1592)[2], їхній син Анджей Лещинський (1559—1606). Лещинські були лідерами польської Реформації, кальвіністами, у своєму родинному маєтку Лєшно надали притулок Богемським (чеським) братам; — від другого шлюбу з Барбарою з Тарновських:
- Міколай (1553—1630) — алхімік, дідич Підгайців, у 1605 продав місто Станіславові Ґольському; разом з матір'ю поставили батьку надгробок у базиліці св. Яна Варшави.[3]
- Ян — зять[4] Єжи Язловецького, у 1583 згаданий як дідич Підгайців;
- Зофія — перша дружина київського підкоморія Дмитра Скуміна-Тишкевича (†1609)[5]
- Катажина